# Рубан Віктор Геннадійович
Віктор Геннадійович Рубан (24 травня 1981, Харків) — український спортсмен, олімпійський чемпіон зі стрільби з лука на Олімпійських іграх у Пекіні 2008 року.

## Життєпис
Народився в м. Харкові. Закінчив Харківську державну академію фізичної культури та спорту.
Тренер (перший і нинішній) — Людмила Прокопенко.
Виступає за «Динамо»-Україна, Харків; старший лейтенант Державної прикордонної служби України.
Заслужений майстер спорту України зі стрільби з лука.
Олімпійський чемпіон 2008 р. в індивідуальних змаганнях, бронзовий призер Олімпіади 2004 р. в команді, чемпіон світу 2009 р. в міксі та бронзовий призер в індивідуальних змаганнях, чемпіон Європи 2006 р., чемпіон Універсіади 2009 р. в індивідуальних змаганнях та срібний призер у міксі, неодноразовий переможець чемпіонату та Кубка України.
26 березня 2011 року Віктор Рубан став бронзовим призером чемпіонату Європи зі стрільби з лука.
Одружений, виховує сина. Захоплення — фотографія, футбол.

## Олімпійські ігри 2008
Віктор Рубан — чемпіон XXIX Олімпійських ігор у Пекіні 2008 року.
Розпочав турнірний шлях з перемоги над єгиптянином Мегедом Юссефом — 111:96. В 1/16 фіналу переміг австралійця Майкла Нерея — 115:105. В 1/8 обіграв поляка Яцека Проця — 114:108. У чвертьфіналі отримав перемогу над японцем Рюїті Морією — 115:106. А в півфіналі переміг росіянина Баїра Бадьонова — 112:112 (тайбрейк — 20:18).
У фіналі змагань Віктор Рубан виграв у корейця Пак Гьон Мо з рахунком 113:112.

### Виступи на Олімпіадах
| Олімпіада   | Дисципліна                | Стадія     | Супротивник | Рез          | Місце | Стадія | Супротивник         | Рез     | Місце | Стадія  | Супротивник              | Рез     | Місце | Стадія  | Супротивник               | Рез     | Місце | Стадія     | Супротивник     | Рез     | Місце | Стадія  | Супротивник      | Рез     | Місце | Стадія | Супротивник  | Рез     | Місце | Загальне місце |
| Афіни 2004  | Стрільба з лука. Особисті | Попередній | -           | 660 (18;11)  | 15    | 1 коло | Ohayon (Канада)     | 157/140 | 1     | 2 коло  | Wang (Китайський Тайбей) | 167/167 | 1     | 3 коло  | Godfrey (Велика Британія) | 162/167 | 2     | -          | -               | -       | -     | -       | -                | -       | -     | -      | -            | -       | -     | 13             |
| Афіни 2004  | Стрільба з лука. Команда  | Попередній | -           | 1985 (82;20) | 4     | 1 коло | Греція              | 243/225 | 1     | 1/4 фін | Японія                   | 242/236 | 1     | 1/2 фін | Корея                     | 242/239 | 2     | за 3 місце | США             | 237/235 | 1     | -       | -                | -       | -     | -      | -            | -       | -     | 3              |
| Пекін 2008  | Стрільба з лука. Особисті | Попередній | -           | 678 (34;8)   | 3     | 1 коло | Youssef (Єгипет)    | 111/96  | 1     | 2 коло  | Naray (Австралія)        | 115/105 | 1     | 3 коло  | Pro (Польщя)                          | 114/108 | 1     | 1/4 фін    | Moriya (Японія) | 115/106 | 1     | 1/2 фін | Badyonov (Росія) | 112/112 | 1     | Фінал  | Park (Корея) | 113/112 | 1     | 1              |
| Пекін 2008  | Стрільба з лука. Команда  | Попередній | -           | 1997         | 2     | 1 коло | -                   | -       | -     | 1/4 фін | Китайський Тайбей        | 214/211 | 1     | 1/2 фін | Італія                    | 223/221 | 2     | за 3 місце | Китай           | 219/222 | 2     | -       | -                | -       | -     | -      | -            | -       | -     | 4              |
| Лондон 2012 | Стрільба з лука. Особисті | Попередній | -           | 660 (26;10)  | 43    | 1 коло | Liu (Китай)         | 6/5     | 1     | 2 коло  | Chen (Китайський Тайбей) | 6/0     | 1     | 3 коло  | Прево(Франція)            | 6/5     | 1     | 1/4 фін    | Oh (Корея)      | 1/7     | 2     | -       | -                | -       | -     | -      | -            | -       | -     | 7              |
| Лондон 2012 | Стрільба з лука. Команда  | Попередній | -           | 1992(88;33)  | 9     | 1 коло | Велика Британія     | 223/212 | 1     | 1/4 фін | Корея                    | 220/227 | 2     | -       | -                         | -       | -     | -          | -               | -       | -     | -       | -                | -       | -     | -      | -            | -       | -     | 5              |
| Ріо 2016    | Стрільба з лука. Особисті | Попередній | -           | 663 (31;9)   | 25    | 1 коло | Purnama (Індонезія) | 7/3     | 1     | 2 коло  | Valladont (Франція)      | 0/6     | 2     | -       | -                         | -       | -     | -          | -               | -       | -     | -       | -                | -       | -     | -      | -            | -       | -     | 17             |

## Державні нагороди
- Орден «За мужність» III ст. (18 вересня 2004) — за досягнення значних спортивних результатів на XXVIII літніх Олімпійських іграх в Афінах, піднесення міжнародного авторитету України[1]
- Орден «За заслуги» III ст. (4 вересня 2008) — за досягнення високих спортивних результатів на XXIX літніх Олімпійських іграх в Пекіні (Китайська Народна Республіка), виявлені мужність, самовідданість та волю до перемоги, піднесення міжнародного авторитету України[2]
- Відзнака Президента України — ювілейна медаль «20 років незалежності України» (19 серпня 2011) — за значний особистий внесок у соціально-економічний, науковотехнічний та культурно-освітній розвиток Української держави, вагомі трудові здобутки та багаторічну сумлінну працю[3]
- Відзнака Президента України — ювілейна медаль «25 років незалежності України» (2016).[4]